# D-ale carnavalului

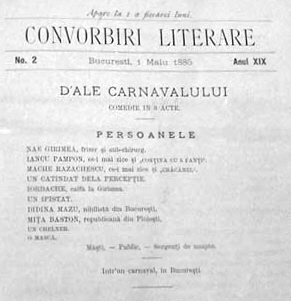

D-ale carnavalului este o comedie (în trei acte)  de Ion Luca Caragiale. A fost scrisă pentru concursul organizat de Teatrul Național din București, pe care autorul l-a câștigat. A avut premiera pe 8 aprilie 1885 și a fost publicată în „Convorbiri literare”, 1885, nr. 2 .

## Premiera piesei
Piesa a fost reprezentată la 8 aprilie 1885. Premiera a fost un insucces, din cauza fluierăturilor puse la cale de cronicarul dramatic D.D. Racoviță-Sfinx, redactor la România liberă. Presa a fost aproape unanimă în negație, motivul fiind pretinsa imoralitate prin aducerea pe scenă a drojdiei mahalalei. 

## Studiul lui Titu Maiorescu
În același an 1885, când D-ale Carnavalului a fost fluierată, Maiorescu a scris și publicat în Convorbiri literare studiul Comediile domnului Caragiale, clarificând relația etic-estetic: 
„Există aceste tipuri în lumea noastră? sunt adevărate aceste situații? Dacă sunt, atunci de la autorul dramatic trebuie să cerem numai să ni le prezinte în mod artistic, iar valoarea lor morală este afară din chestie.”
Fără să fi reușit o curmare a șirului de adversități față de opera lui Caragiale, acest studiu, ca și cel din 1890, al lui Gherea (prima exegeză analitică a dramaturgiei lui Caragiale de până la Năpasta), au contribuit la consolidarea prestigiului scriitorului în viața literară.